# Naučna disciplina
Naučna disciplina, akademska disciplina ili akademsko polje je grana znanja. Ona inkorporira ekspertize, ljude, projekte, zajednice, izazove, studije, ispitivanja i istraživačke oblasti koji su snažno povezani sa određenom akademskom predmetnom oblasti. Na primer, grane nauke se obično smatraju naučnim disciplinama, npr. fizika, matematika, i biologija.
Osobe asocirane sa naučnim disciplinama se obično nazivaju ekspertima ili specijalistima. Drugi, poput onih koji izučavaju liberalne umetnosti ili teoriju sistema umesto da se koncentrišu na specifičnu akademsku disciplinu, se klasifikuju kao generalisti.
Dok su akademske discipline u sebi i same više ili manje usredotočene prakse, naučni pristupi poput multidisciplinarnosti, interdisciplinarnosti, transdisciplinarnosti, i unakrsne-disciplinarnosti integrišu aspekte iz višestrukih akademskih disciplina, i stoga adresiraju bilo koje probleme koji mogu da pojave u usko koncentrisanim specijalizovanim poljima izučavanja. Na primer, profesionalci mogu da budu suočeni sa problemima pri komunikaciji između akademskih disciplina zbog razlika u terminologiji i specifičnosti koncepata.
Neki istraživači smatraju da akademske discipline mogu da budu zamenjene onim što je poznato kao Mod 2 ili „postakademska nauka”, što obuhvata sticanje multidisciplinskog znanja putem saradnje stručnjaka iz različitih akademskih disciplina.

## Literatura
- Abbott, A. (1988). The System of Professions: An Essay on the Division of Expert Labor. University of Chicago Press. ISBN 978-0-226-00069-5.
- Augsburg, T. (2005), Becoming Interdisciplinary: An Introduction to Interdisciplinary Studies.
- Dogan, M. & Pahre, R. (1990). "The fate of formal disciplines: from coherence to dispersion." In Creative Marginality: Innovation at the Intersections of Social Sciences. Boulder, CO: Westview. стр. 85–113.
- Dullemeijer, P. (1980). "Dividing biology into disciplines: Chaos or multiformity?" Journal Acta Biotheoretica, 29(2), 87–93.
- Fagin, R.; Halpern, J.Y.; Moses, Y. & Vardi, M.Y. (1995). Reasoning about Knowledge. MIT Press. ISBN 978-0-262-56200-3.
- Gibbons, M.; Limoges, C.; Nowotny, H.; Schwartzman, S.; Scott, P. & Trow, M. The New Production of Knowledge: The Dynamics of Science and Research in Contemporary Societies. London: Sage. 1994..
- Golinski, J. (1998/2005). Making Natural Knowledge: Constructivis, and the History of Science. New York: Cambridge University Press. Chapter 2: "Identity and discipline." Part II: The Disciplinary Mold. стр. 66–78.
- Hicks, D. (2004). "The Four Literatures of Social Science". IN: Handbook of Quantitative Science and Technology Research: The Use of Publication and Patent Statistics in Studies of S&T Systems. Ed. Henk Moed. Dordrecht: Kluwer Academic.
- Hyland, K (2004). Disciplinary Discourses: Social Interactions in Academic Writing.. New edition. University of Michigan Press/ESL.
- Klein, J.T. Interdisciplinarity: History, Theory, and Practice. Detroit: Wayne State University Press. 1990..
- Krishnan, Armin (januar 2009), What are Academic Disciplines? Some observations on the Disciplinarity vs. Interdisciplinarity debate (PDF), NCRM Working Paper Series, Southampton: ESRC National Centre for Research Methods, Приступљено 10. 9. 2017
- Leydesdorff, L. & Rafols, I. (2008). A global map of science based on the ISI subject categories. Journal of the American Society for Information Science and Technology.
- Lindholm-Romantschuk, Y (1998). Scholarly Book Reviewing in the Social Sciences and Humanities: The Flow of Ideas within and among Disciplines. Westport, Connecticut: Greenwood Press..
- Martin, B (1998). Information Liberation: Challenging the Corruptions of Information Power (PDF). London: Freedom Press. Архивирано из оригинала (PDF) 30. 07. 2008. г. Приступљено 23. 06. 2019.
- Morillo, F.; Bordons, M. & Gomez, I. (2001). "An approach to interdisciplinarity bibliometric indicators." Scientometrics, 51(1), 203–22.
- Morillo, F.; Bordons, M. & Gomez, I. (2003). "Interdisciplinarity in science: A tentative typology of disciplines and research areas". Journal of the American Society for Information Science and Technology, 54(13), 1237–49.
- Newell, A. (1983). "Reflections on the structure of an interdiscipline." In Machlup, F. & U. Mansfield (Eds.), The Study of Information: Interdisciplinary Messages. стр. 99–110. NY: John Wiley & Sons.
- Pierce, S.J. (1991). "Subject areas, disciplines and the concept of authority". Library and Information Science Research, 13, 21–35.
- Porter, A.L.; Roessner, J.D.; Cohen, A.S. & Perreault, M. (2006). "Interdisciplinary research: meaning, metrics and nurture." Research Evaluation, 15(3), 187–95.
- Prior, P (1998). Writing/Disciplinarity: A Sociohistoric Account of Literate Activity in the Academy.. Lawrence Erlbaum. (Rhetoric, Knowledge and Society Series)
- Qin, J.; Lancaster, F.W. & Allen, B. (1997). "Types and levels of collaboration in interdisciplinary research in the sciences." Journal of the American Society for Information Science, 48(10), 893–916.
- Rinia, E.J.; van Leeuwen, T.N.; Bruins, E.E.W.; van Vuren, H.G. & van Raan, A.F.J. (2002). "Measuring knowledge transfer between fields of science." Scientometrics, 54(3), 347–62.
- Sanz-Menendez, L.; Bordons, M. & Zulueta, M. A. (2001). "Interdisciplinarity as a multidimensional concept: its measure in three different research areas." Research Evaluation, 10(1), 47–58.
- Stichweh, R. (2001). "Scientific Disciplines, History of". Smelser, N.J. & Baltes, P.B. (eds.). International Encyclopedia of the Social and Behavioral Sciences. Oxford: Elsevier Science. стр. 13727–31.
- Szostak, R. (October 2000). Superdisciplinarity: A Simple Definition of Interdisciplinarity With Profound Implications. Association for Integrative Studies, Portland, Oregon. (Meeting presentation)
- Tengström, E. (1993). Biblioteks- och informationsvetenskapen – ett fler- eller tvärvetenskapligt område? Svensk Biblioteksforskning (1), 9–20.
- Tomov, D.T. & Mutafov, H.G. (1996). "Comparative indicators of interdisciplinarity in modern science." Scientometrics, 37(2), 267–78.
- van Leeuwen, T.N. & Tijssen, R.J.W. (1993). "Assessing multidisciplinary areas of science and technology – A synthetic bibliometric study of Dutch nuclear-energy research." Scientometrics, 26(1), 115–33.
- van Leeuwen, T.N. & Tijssen, R.J.W. (2000). "Interdisciplinary dynamics of modern science: analysis of cross-disciplinary citation flows." Research Evaluation, 9(3), 183–87.
- Weisgerber, D.W. (1993). "Interdisciplinary searching – problems and suggested remedies – A Report from the ICSTI Group on Interdisciplinary Searching." Journal of Documentation, 49(3), 231–54.
- Wittrock, B. (2001). "Disciplines, History of, in the Social Sciences." International Encyclopedia of the Social & Behavioral Sciences. стр. 3721–28. Smeltser, N.J. & Baltes, P.B. (eds.). Amsterdam: Elsevier.

## Spoljašnje veze
- Association for Integrative Studies